# Estreito de Somosomo
O estreito de Somosomo é um estreito que separa as ilhas de Taveuni e Vanua Levu, nas Fiji. É conhecido pelo seu coral mole e é destino popular para mergulho.